# اینار والباوم
اینار والباوم (استونیایی: Einar Vallbaum؛ زادهٔ ۹ اکتبر ۱۹۵۹)  سیاستمدار و نماینده سابق مجلس اهل استونی است.